# Assedio di Multan (1848-1849)
L'assedio di Multan, iniziato il 18 giugno 1848 e terminato il 22 gennaio 1849, vide lo scontro tra la Compagnia britannica delle Indie orientali e l'impero Sikh. Iniziò con una ribellione contro un sovrano imposto dalla Compagnia delle Indie Orientali e terminò quando gli ultimi difensori della città si arresero alle forze britanniche.

## Contesto
Nel 1818 la città di Multan era stata assediata e conquistata dall'impero Sikh di Ranjit Singh. Nel 1845, sebbene la popolazione fosse per quasi la metà musulmana, la città era governata da un vassallo indù, il diwan Mulraj Chopra. In quell'anno scoppiò la prima guerra anglo-sikh, vinta dalla Compagnia delle Indie orientali. Seguì una pace instabile durata tre anni, durante i quali Mulraj Chopra cercò di mantenere una sostanziale indipendenza, pur essendo nominalmente soggetto alla Compagnia delle Indie Orientali.
Nel 1848, Multan aveva una popolazione di 80 000 abitanti. Era il centro del commercio di un'ampia regione ed era famosa per la sua ricchezza. Vi si trovavano grandi magazzini di spezie, sete e oggetti preziosi. All'inizio del 1848, il Commissario del Punjab appena nominato, Sir Frederick Currie, chiese a Mulraj Chopra di pagare le tasse e i dazi arretrati che Multan precedentemente versava al durbar dell'impero Sikh. Mulraj Chopra tentò di evitare la completa annessione di Multan abdicando in favore del figlio. Currie decise comunque di imporre un sovrano sikh compiacente, il sardar Khan Singh, che doveva essere affiancato da un agente politico britannico, Patrick Alexander Vans Agnew.

## La rivolta di Multan

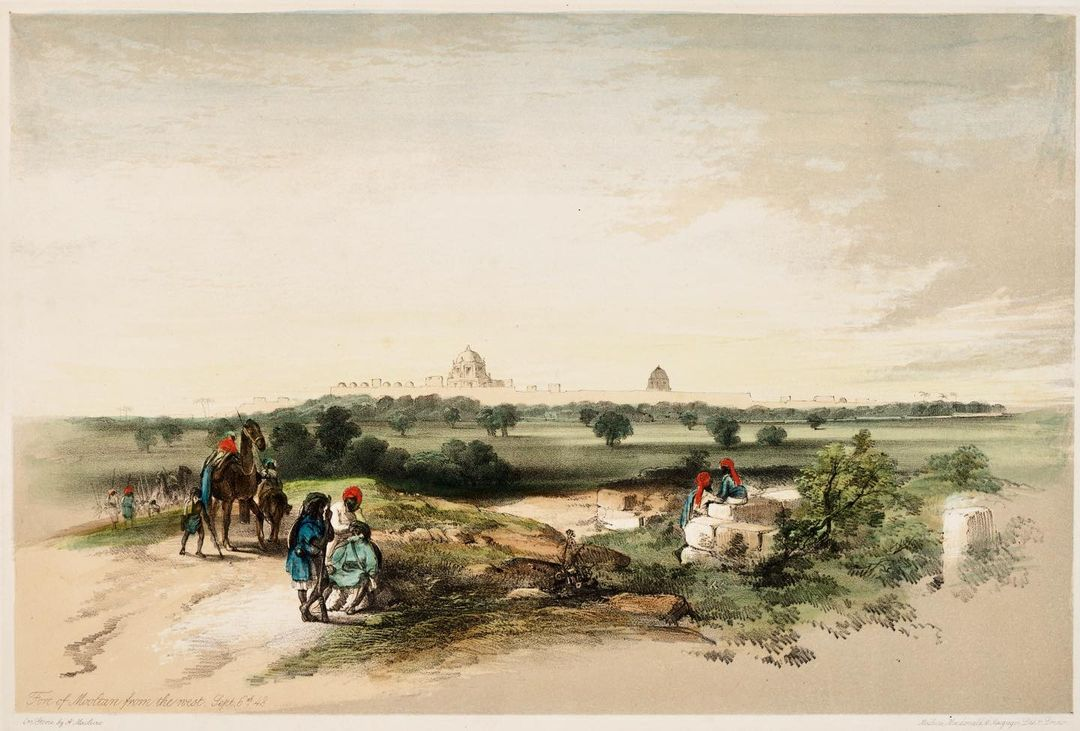
Il forte di Multan, prima dell'assedio. L. Dunlop, 1848

Il 18 aprile 1848 Vans Agnew e un altro ufficiale, il tenente Anderson del Bombay Army, arrivarono a Multan con una piccola scorta di gurkha. Il giorno successivo Mulraj Chopra condusse Khan Singh e i due ufficiali britannici nella cittadella e ne consegnò loro le chiavi, senza alcun segno di ostilità. Mentre i due ufficiali stavano per uscire dalla cittadella, un soldato dell'esercito di Mulraj Chopra attaccò Vans Agnew: fu probabilmente il segnale di un attacco concertato, dato che una folla circondò e attaccò i due ufficiali. Le truppe di Mulraj Chopra rimasero a guardare o si unirono alla folla. Entrambi gli ufficiali furono feriti e insieme a Khan Singh si ritirarono in una moschea fuori città, dove Anderson scrisse una richiesta di aiuto. Un inviato portò la lettera a Currie a Lahore, mentre un secondo risalì il fiume Indo portandone una copia.
Durante la notte la maggior parte della scorta di Vans Agnew si allontanò. Il mattino seguente la folla, tenuto da parte Khan Singh, uccise a colpi di pistola i due ufficiali britannici.
Probabilmente Mulraj Chopra non aveva fatto parte della cospirazione organizzata dalle sue truppe, ma si considerò coinvolto nella ribellione dalle loro azioni. Consegnò la testa di Vans Agnew a Khan Singh e gli disse di portarla a Currie.

## La battaglia di Kineyri
L'agente politico britannico a Bannu, il tenente Herbert Edwardes, intercettò la seconda copia della lettera di Vans Agnew a Currie e prese i primi provvedimenti per reprimere la rivolta di Mulraj Chopra, iniziando immediatamente a concentrare le truppe. La sua iniziativa fu gradita a Currie, che propose di non fare nulla durante la stagione calda e quella dei monsoni. La proposta di Currie dipendeva da motivi economici e di impreparazione, e fu appoggiata dal Governatore Generale del Bengala, Lord Dalhousie, e dal Comandante in Capo del Bengal Army, sir Hugh Gough, che non volevano impegnare le truppe europee in una campagna in condizioni meteorologiche avverse.
Nel frattempo Mulraj Chopra ricevette il rinforzo di diversi reggimenti del Khalsa, l'esercito dell'impero Sikh, che si erano ribellati o avevano disertato. Adottò anche altre misure per rafforzare le sue difese, recuperando i cannoni che erano stati precedentemente interrati e arruolando altre truppe.
All'inizio di giugno Edwardes condusse un esercito contro Multan. Il 18 giugno 1848 la sua avanguardia, composta da irregolari pashtun, attraversò il fiume Chenab. Fu impegnata dall'artiglieria di Mulraj Chopra e costretta a mettersi al riparo per diverse ore. La fanteria e la cavalleria di Mulraj Chopra iniziarono ad avanzare, ma Edwardes ricevette i rinforzi di due reggimenti dell'esercito Khalsa comandati dal colonnello Van Cortlandt, un mercenario anglo-indiano. L'artiglieria di Van Cortlandt causò pesanti perdite tra le truppe nemiche e i pashtun di Edwardes contrattaccarono. Le forze di Mulraj Chopra si ritirarono a Multan, dopo aver subito 500 perdite e aver perso sei cannoni.

## La diserzione di Sher Singh
Una volta venuto a conoscenza di questa vittoria, Currie ordinò a una forza relativamente piccola del Bengal Army, comandata dal generale Whish, di iniziare l'assedio di Multan. Poiché questa forza era troppo esigua per circondare la città, Currie decise di rinforzarla con un consistente distaccamento del Khalsa al comando di Sher Singh Attariwalla. La nomina di Sher Singh allarmò molti agenti politici, poiché si avevano notizie del fatto che suo padre, Chattar Singh Attariwalla, stava preparando una rivolta in Hazara, nel nord del Punjab. Nonostante gli avvertimenti, Currie ordinò comunque a un distaccamento dell'esercito di Chattar Singh, guidato dal suo secondo in comando, Jundial Singh, di rinforzare Sher Singh. Ciò permise a Jundial Singh e ad altri ufficiali di influenzare Sher Singh e di diffondere la ribellione tra i suoi reggimenti.
In questa fase le forze degli assedianti erano costituite dalla divisione di Whish (8089 uomini, 32 cannoni d'assedio, 12 cannoni di artiglieria a cavallo), dagli irregolari di Edwardes (4033 cavalieri e 7718 fanti), da un contingente dello Stato musulmano di Bahawalpur (1900 cavalieri e 5 700 fanti) e dalle forze di Sher Singh (3382 cavalieri e 909 fanti).
Il 14 settembre 1848 Sher Singh si ribellò apertamente. Le forze della Compagnia delle Indie Orientali divennero così troppo deboli per mantenere l'assedio e furono costrette a ritirarsi. La maggior parte delle truppe di Edwardes e di quelle del Bahawalpur si dispersero tornando alle loro case. Sher Singh e Mulraj Chopra, tuttavia, non erano disposti a collaborare. In una riunione avvenuta in una moschea fuori città, fu deciso che Sher Singh si sarebbe spostato a nord, nelle aree del Punjab popolate prevalentemente da Sikh.

## L'assedio

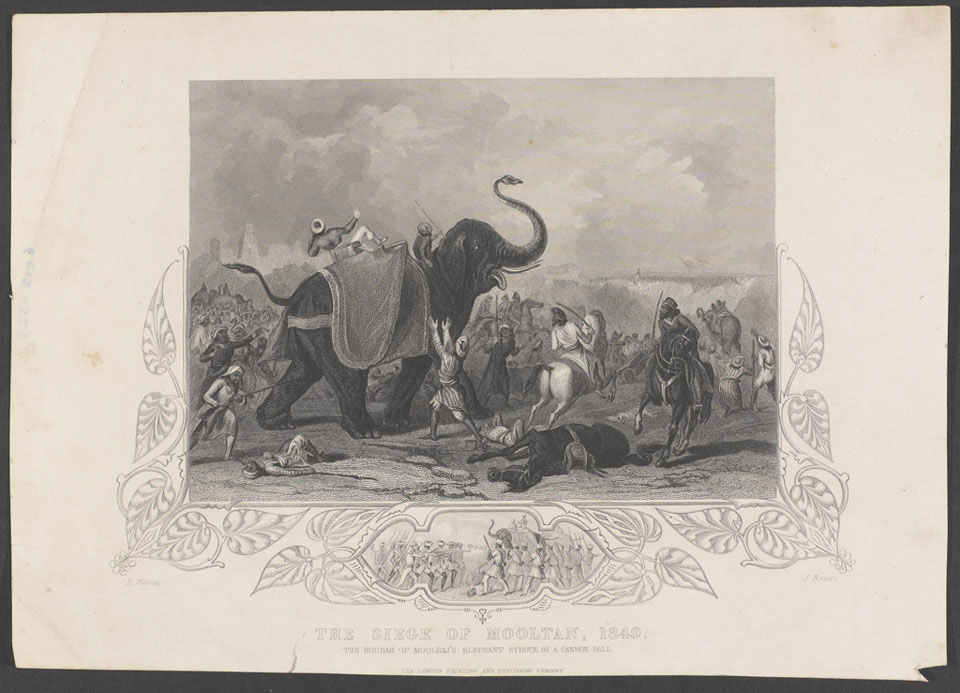
L'elefante di Mulraj Chopra colpito da una palla di cannone

Alla fine di novembre Whish ricevette il rinforzo di un consistente distaccamento del Bombay Army. Alcuni osservatori sostennero che i sepoy del contingente di Bombay, essendo di casta generalmente più bassa rispetto a quelli del Bengal Army, erano più disponibili e abili in compiti relativamente umili, come lo scavo di trincee. La forza combinata di Whish ammontava ora a 32000 uomini, di cui 15000 provenienti dall'esercito britannico o dalle truppe europee (soprattutto irlandesi) del Bengal Army e del Bombay Army. Disponeva inoltre di 150 pezzi di artiglieria, molti dei quali erano cannoni pesanti o mortai. Era relativamente facile rifornire questa grande forza, poiché Multan si trova vicino all'Indo e i piroscafi potevano portare i rifornimenti lungo il fiume, a breve distanza dalla città.
All'interno della città, Mulraj Chopra era al comando di 12000 uomini, con 54 cannoni e 12 mortai. Alcune fonti affermano che nella cittadella erano montati 80 cannoni, anche se alcuni di questi potrebbero essere stati obsoleti o decorativi.
Il 27 dicembre 1848 Whish ordinò a quattro colonne di truppe di attaccare i sobborghi. Le forze di Mulraj Chopra furono respinte all'interno della città e quelle di Whish piazzarono delle batterie a 500 metri dalle mura. Sotto la copertura del loro fuoco, batterie di sfondamento furono installate a soli 80 metri dalle mura e riuscirono a creare due brecce, causando ingenti danni alla città. Il 30 dicembre 1848 il magazzino principale della cittadella esplose, uccidendo 800 difensori. Si trattava di una moschea in cui erano conservate 180 tonnellate di polvere da sparo, colpita da un mortaio britannico: la sua esplosione è considerata una delle più grandi esplosioni non nucleari della storia. Mulraj Chopra tuttavia continuò il fuoco difensivo e inviò un messaggio di sfida a Whish, affermando di avere ancora abbastanza polvere da sparo per un anno. Il 31 dicembre 1848 tentò di organizzare una sortita contro gli assedianti, ma fu respinto.
Il 2 gennaio 1849 Whish ordinò un assalto generale. Gli attaccanti riuscirono a penetrare nelle brecce e la battaglia si trasformò in un sanguinoso scontro casa per casa all'interno della città, dove molti difensori e civili furono uccisi indiscriminatamente. Whish ordinò di ammassare i civili nella piazza principale: forse intendeva risparmiar loro ulteriori combattimenti, ma il loro ammassamento fu causa di ulteriori perdite.
La cittadella, seppur danneggiata, resistette ai pesanti bombardamenti per altri quindici giorni. Il 18 gennaio 1849 i genieri di Whish fecero esplodere tre mine sotto le mura della cittadella, causando gravi perdite e distruggendo ampie sezioni delle mura. Mulraj Chopra offrì la resa a condizione che gli fosse risparmiata la vita, ma Whish insistette per una resa incondizionata. Il 22 gennaio 1849 Mulraj Chopra si arrese con 550 uomini.

## Conseguenze
Dopo l'assedio, il caporale John Ryder dei fucilieri del Bombay Army scrisse:
Gli inglesi ottennero un ingente bottino. Il tesoro di Mulraj Chopra valeva tre milioni di sterline, una somma enorme per l'epoca. La città fu oggetto di numerosi saccheggi, da parte sia dei soldati britannici che di quelli indiani. Con la caduta di Multan, l'esercito di Whish fu in grado di dare rinforzo al corpo principale del Bengal Army al comando di Sir Hugh Gough. I cannoni pesanti di Whish furono decisivi nella battaglia di Gujarat, che spezzò gli eserciti di Sher Singh e Chattar Singh e pose fine alla guerra.
Mulraj Chopra fu processato per gli omicidi di Vans Agnew e Anderson. Fu prosciolto dall'accusa di omicidio premeditato, ma fu ritenuto colpevole di essere diventato complice a seguito del fatto, in quanto aveva ricompensato gli assassini e usato apertamente le morti come pretesto per la ribellione. Secondo la legge britannica dell'epoca, il "complice dopo il fatto" di un crimine era passibile della stessa pena di colui che l'aveva commesso e quindi Mulraj Chopra fu condannato a morte, anche se la sentenza fu poi commutata nell'esilio a vita.
Nell'agosto del 1849 i fiumi Indo e Chenab strariparono e la cittadella, pesantemente danneggiata, fu spazzata via, diventando un'"isola di fango" in mezzo alle inondazioni.